# 蘇阿維南德里亞納

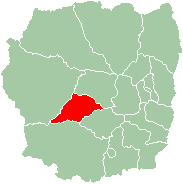

19°10′00″S 46°43′59″E / 19.16667°S 46.73306°E
蘇阿維南德里亞納，是馬達加斯加的城鎮，位於該國中部，由伊達西區負責管轄，是蘇阿維南德里亞納區的首府，海拔高度9米，主要經濟活動是農業和畜牧業，2005年人口37,816。

## 友好城市
- 法國 比耶尔